# Ethan Thompson
Ethan Ivan Thompson (Harbor City, California; 4 de mayo de 1999) es un jugador de baloncesto con doble nacionalidad puertorriqueña y estadounidense, que pertenece a la plantilla de los Orlando Magic de la NBA, con un contrato dual que le permite jugar también con el filial Osceola Magic de la NBA G League. Con 1,96 metros de estatura, juega en la posición de escolta. Es hijo del exjugador de la NBA Stephen Thompson y hermano del también jugador profesional Stephen Thompson Jr..

## Trayectoria deportiva

### Universidad
Jugó cuatro temporadas con los Beavers de la Universidad Estatal de Oregón, en las que promedió 13,5 puntos, 4,3 rebotes, 3,9 asistencias y 1,0 robos de balón por partido. En su temporada sénior promedió 15,7 puntos y 4 rebotes, lo que le valió un puesto en el mejor quinteto de la Pac-12 Conference.

#### Estadísticas
| Año     | Equipo       | PJ  | PT  | MPP  | %TC  | %3P  | %TL  | RPP | APP | ROB | TPP | PPP  |
| ------- | ------------ | --- | --- | ---- | ---- | ---- | ---- | --- | --- | --- | --- | ---- |
| 2017–18 | Oregon State | 32  | 32  | 32.2 | .383 | .333 | .731 | 4.1 | 3.5 | .7  | .4  | 9.9  |
| 2018–19 | Oregon State | 31  | 31  | 34.4 | .444 | .359 | .797 | 5.0 | 3.9 | .9  | .5  | 13.7 |
| 2019–20 | Oregon State | 31  | 31  | 35.4 | .458 | .333 | .742 | 4.2 | 4.5 | 1.3 | .2  | 14.8 |
| 2020–21 | Oregon State | 33  | 33  | 33.6 | .404 | .329 | .813 | 4.0 | 3.9 | 1.2 | .4  | 15.7 |
| Total   | Total        | 127 | 127 | 33.9 | .424 | .338 | .776 | 4.3 | 3.9 | 1.0 | .3  | 13.5 |

### Profesional
Tras no ser elegido en el Draft de la NBA de 2021, Thompson se unió a los Chicago Bulls para disputar la NBA Summer League. El 8 de septiembre de 2021 firmó con los Bulls, pero fue despedido el 11 de octubre. Días después se unió a los Windy City Bulls como jugador afiliado.
El 30 de octubre de 2023, firma con Capitanes de Ciudad de México de la NBA G League.
El 11 de septiembre de 2024, sus derechos son traspasados a Osceola Magic a cambio de DJ Wilson. El 20 de septiembre firmó contrato con Orlando Magic, pero fue cortado el 19 de octubre, dos días antes del comienzo de la temporada. Ocho días más tarde se incorporó a los Osceola Magic. El 7 de febrero de 2025 firma un contrato dual con Orlando Magic.

### Selección nacional
Durante agosto y septiembre de 2023 fue integrante de la selección de Puerto Rico que participó en el Mundial de 2023 celebrado en Asia, y que finalizó en decimosegundo lugar.